# FK Zastava Kragujevac
FK Zastava je srbijanski nogometni klub iz Kragujevca.

U sezoni 2023./24. natječe se u Šumadijsko-raškoj zoni, četvrtom rangu nacionalnog ligaškog sustava.

## Povijest
Osnovan 1973. godine, klub je iznenađujuće stigao do polufinala Kupa SR Jugoslavije 1992./93. gdje je eliminiran od Partizana ukupnim rezultatom 6:0. Klub se četiri sezone natjecao u Drugoj ligi SR Jugoslavije tijekom 1990-ih (1992. – 1994. i 1996. – 1998. Početkom novog milenija klub se natjecao u Drugoj ligi SR Jugoslavije 2000./01., kao i u prva četiri kola 2001./02. sezone, prije povlačenja iz lige.

## Stadion
Klub domaće utakmice igra na stadionu Bubanj u Kragujevcu, koji ima kapacitet od 1000 gledatelja.

## Značajni igrači
- Đorđe Kamber
- Vladimir Božović
- Marko Mirić

## Vanjske poveznice
- Profil na srbijasport.net